# Düsenringpropeller

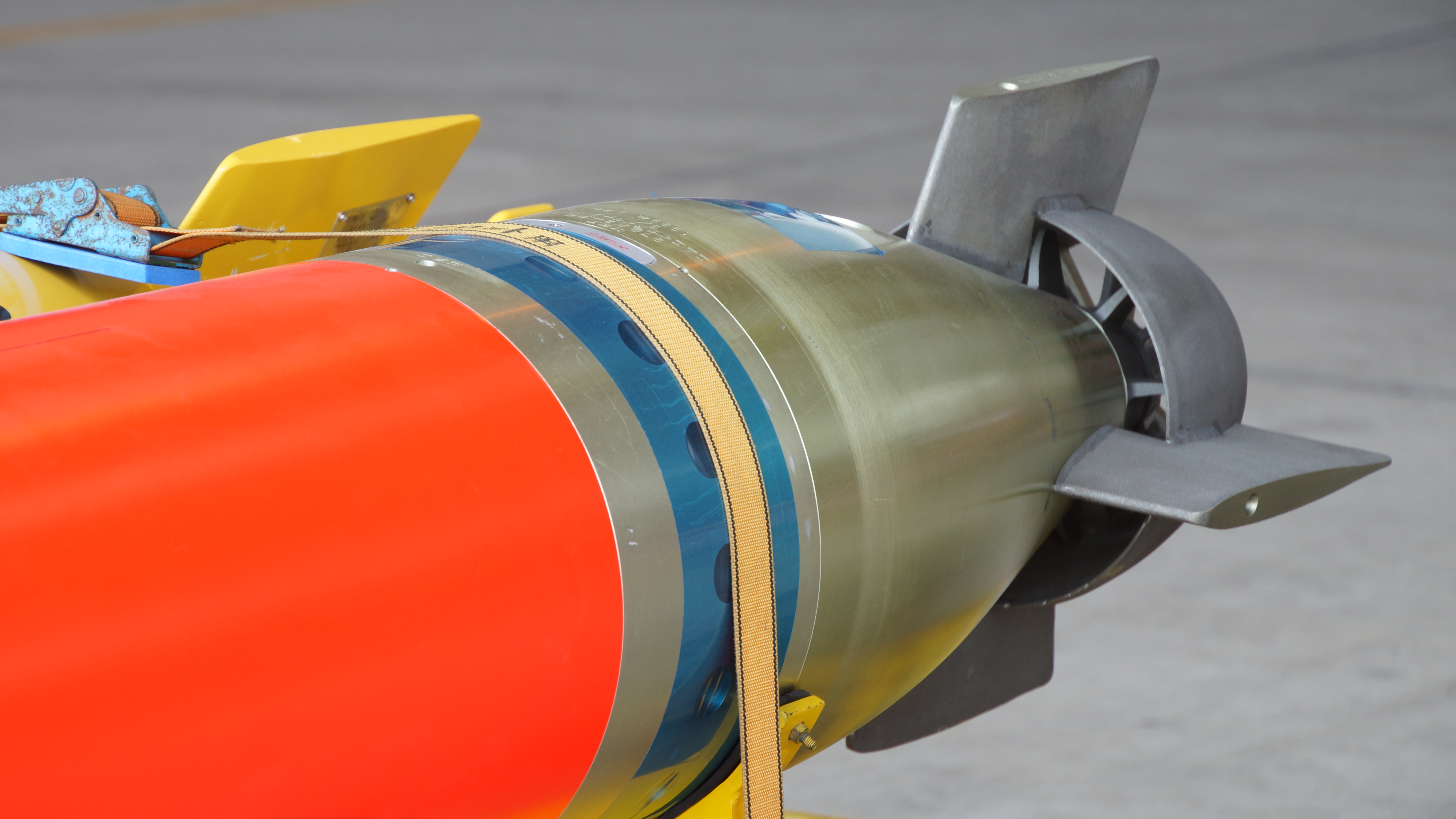
Düsenringpropeller an einer Attrappe eines Typ-97-Torpedos der JMSDF

Der Düsenringpropeller ist ein Antriebssystem einiger moderner U-Boot- und Torpedotypen, bei dem ein Rotor, ähnlich einem Verdichterrad eines Turbinenantriebes, gegen einen Stator ähnlicher Form dreht. Beide befinden sich innerhalb eines runden Kragens um das Heck des Bootes, durch den sie mit ihren gegeneinander wirkenden Schaufeln Wasser pumpen, um ausreichend Vortrieb schon bei einer vergleichsweise niedrigen Umdrehungszahl zu erzeugen. Dadurch ist das Fahrzeug bei gleicher Geschwindigkeit erheblich leiser und schwerer zu orten. Der Nachteil gegenüber einem herkömmlichen Propeller ist das Mehrgewicht sowie der erhöhte Wasserwiderstand.
Der herkömmliche Antrieb für militärische U-Boote besteht dagegen aus einem oder zwei groß dimensionierten Propellern, etwa siebenflügeligen Modellen mit Rückenlage.
In einer Variante des Antriebs drehen sich zwei Propeller innerhalb eines Kragens gegeneinander. Diese Bauart eignet sich für höhere Geschwindigkeiten und wird etwa beim Mark-48-Torpedo verwendet.
Als erste Klasse erhielt die britische Trafalgar-Klasse Anfang der 1980er-Jahre ein solches Antriebssystem. Frankreich implementierte es daraufhin in der Triomphant-Klasse, die United States Navy in der Seawolf-Klasse und später auch in der Virginia-Klasse. Die Russische Marine verwendet den Düsenringpropeller auf dem dieselelektrischen U-Boot Alrosa der Kilo-Klasse (Variante 877W) und in den Booten der Borei-Klasse mit Atomantrieb. Auch die britische Astute-Klasse sowie die französische Suffren-Klasse benutzen einen Düsenringpropeller. Darüber hinaus ist er noch im Spearfish- und Mark-48-Torpedo verbaut.

## Terminologie, Begriffsklärung
Der direkt wirkende Düsenringpropeller ist nicht zu verwechseln mit einem indirekt wirkenden Wasserstrahlantrieb (auch Pump-Jet-, Pumpenstrahlantrieb etc., genannt), welcher der Umgebung Wasser entnimmt, um es in einem Rohrsystem zu beschleunigen und dann zum Antrieb mittels einer Auslassdüse zu verwenden. Obwohl sich beide Systeme deutlich unterscheiden, wird der Düsenringpropeller auch in der Fachliteratur dennoch häufig als Wasserstrahlantrieb bezeichnet oder diesem zumindest zugeordnet.
Der Düsenringpropeller sollte auch nicht verwechselt werden mit den im Schiffbau verwendeten Propellergondeln, bei denen teilweise ebenfalls ummantelte Propeller zum Einsatz kommen.

## Geheimhaltung
Der Düsenringpropeller wird ausschließlich in militärischen Unterwasserfahrzeugen verbaut. Deswegen, und weil er insgesamt nur an relativ wenigen Fahrzeugen verbaut ist, war die Geheimhaltung vergleichsweise hoch.